# Jasmine Murray
Jasmine S. Murray (Columbus, 12 de dezembro de 1991) é uma cantora e modelo norte-americana. Ficou conhecida como uma das participantes do American Idol em 2009, onde se posicionou entre os dez finalistas. Seu primeiro disco, Fearless (2018), alcançou o vigésimo primeiro lugar na Top Heatseekers, tabela elaborada pela Billboard. Fora de seus trabalhos na música, participou do concurso onde foi eleita Miss Mississippi em 2014. No ano seguinte, concorreu como Miss América.